# 크리스타 에릭슨
크리스타 에릭슨(Krista Errickson, 1964년 5월 8일 ~ )은 미국의 텔레비전 배우, 영화배우, 저널리스트, 배우이다.

## 영화
- 페이퍼 보이 (1994년)
- 스트리트와이즈 (1993년)
- 너클 웨폰 (1993년)
- 킬러 이미지 (1992년)
- 비버리힐즈의 아이들 (1990년)
- 모탈 패션스 (1989년)
- 머나먼 정글 (1987년)
- 지킬 앤 하이드... 투게더 어게인 (1982년)
- 리틀 다링 (1980년)
- 신나는 개구쟁이 (1978년)